# LEGイモビリエン
LEGイモビリエン（ドイツ語: LEG Immobilien AG）は、ドイツ・デュッセルドルフに本社を置き、ノルトライン＝ヴェストファーレン州を中心に住宅の開発・賃貸や管理を行っている不動産会社。ドイツの不動産会社として有数の規模を持つ。フランクフルト証券取引所上場企業（FWB: LEG）。

## 沿革
1970年、ボンの非営利住宅会社Rheinische Heim GmbH、ミュンスターに本拠を置くRote Erde GmbH、ドルトムントに本拠を置くWestfälische Lippe Heimstätte GmbH、デュッセルドルフが本拠のRheinische Heimstätte GmbHの合併により、Landesentwicklungsgesellschaft Nordrhein-Westfalen GmbHの社名で設立された。
ノルトライン＝ヴェストファーレン州が運営する投資会社が株式の約3分の2を持つ非公開会社として運営されてきたが、2008年8月、民営化に伴いゴールドマン・サックス主体の投資ファンドに売却され、旧社名の頭文字を採る形でLEG NRW GmbHとなり、2013年2月、現社名による株式公開企業となった。2015年9月、同業大手のドイチェ・ヴォーネンとの経営統合が発表されたが、ドイツの業界最大手ヴォノヴィアの介入により頓挫した。
資産の95％以上はノルトライン＝ヴェストファーレン州にあり、このほかブレーメン州やニーダーザクセン州に若干の資産を持つ。アメリカのMFSインベストメント・マネジメントが株式の約1割を保有している。